# Dark Engine
A Dark Engine egy számítógépes játékok renderelésére kifejlesztett grafikus motor. A Looking Glass Studios és az Irrational Games használta fel játékaihoz.

## Tulajdonságok
A Dark Engine „lelkét” Sean Barrett programozta le még 1995-ben. A cél az volt, hogy a Quake grafikáját megközelítsék, a továbbfejlesztett változatokban pedig már mozgó égbolt és színes fények is bekerülhettek. A korabeli technika nem tette lehetővé bonyolult alakzatok leképezését, így a képernyőn egyszerre mindössze 1024 poligon megjelenítésére volt képes a Dark Engine, és számos egyéb megkötés volt a fényforrások és az objektumok terén is. Textúraként a motor 256x256-os PCX vagy TGA-fájlokat tudott elfogadni. 216 különféle textúra és színpaletta volt támogatott, nem számítva a nyolcféle víz-textúrát.
Az engine-nek nem része a mesterséges intelligencia kezelése, azt különálló .OSM-fájlok szabályozzák, melyek valójában futás közben betöltődő DLL-fájlok. A pályaszerkesztők dolgát ezek a tulajdonságok nagyban megnehezítették, hisz a szűkre szabott korlátok között kellett alkotniuk. A maga idejében a Dark Engine korszakalkotó volt a mesterséges intelligencia és a hanghatások terén, nem is beszélve az eldobható-mozdítható tárgyakról. Háromféle viselkedésmintát tudtak leírni a nem játékos karaktereknek: hirtelen, de kicsi vizuális vagy hanghatás esetén rövid szöveges megjegyzést tesznek, közepesnél a forrás felderítésére indulnak, közvetlen behatásnál pedig támadnak.
A mellékelt pályaszerkesztő a DromEd, mely a Thief munkacíme után (Dark Camelot) kapta a nevét (CAMELot=DROMEDar). Több mint hatszáz küldetést készítettek vele a Thief-sorozat alá, valamint a System Shock 2-höz.

## Videólejátszási gondok
A Windows XP Service Pack 2, de különösen a Windows Vista megjelenése óta sok játékos arra panaszkodott, hogy a Dark Engine-t használó játékokban a videólejátszás lehetetlen: a filmeket a játék egyszerűen átugorja, rosszabb esetben hibaüzenettel kilép. A problémát az Intel Indeo Video kodekje okozza, amely időközben fizetőssé alakult, és a Windowsba nem került bele a licence. A probléma kiküszöböléséhez vagy manuálisan kell telepíteni a játékok CD-in található Indeo kodeket, vagy le kell azt tölteni egy weboldalról. Windows Vista esetében előfordulhat, hogy még ekkor sem mennek a filmek, ilyenkor a Futtatás menüpontban a következőt kell beírni (idézőjelek nélkül): "regsvr32 ir50_32.dll".

## Játékok
- Thief: The Dark Project (1998)
- System Shock 2 (1999)
- Thief II: The Metal Age (2000)